# 塔拉巴體育會
塔拉巴體育會（阿拉伯语：نادي الطلبة，Al-Talaba Sports Club），或稱「巴格達學生隊」，是伊拉克巴格達的一個體育會，成立於1969年，其足球隊參加伊拉克足球超級聯賽。隊名中الطلبة是阿拉伯語，意思是「學生」。

## 歷史
球會最初以Al-Jamiea的形式成立時，歸巴格達大學所有。1977年，球會解散，然後以學生的名義重新成立，歸伊拉克學生全國聯盟所有。自1993年以來，球會的所有者一直是高等教育和科學研究部，部長是球會的名譽主席。